# Coudons
Coudons là một xã của Pháp, nằm ở tỉnh Aude trong vùng Occitanie.
Người dân địa phương trong tiếng Pháp gọi là Coudonais.

## Hành chính
| Danh sách các xã trưởng                |           |                |             |         |
| Giai đoạn                              | Giai đoạn | Tên            | Đảng        | Tư cách |
| tháng 3 năm 2001                       | 2014      | Jacky Ondedieu | {{{Parti}}} | -       |
| Tất cả các dữ liệu trước đây không rõ. |           |                |             |         |

## Thông tin nhân khẩu
| Năm | 1962 | 1968 | 1975 | 1982 | 1990 | 1999 |
| --- | ---- | ---- | ---- | ---- | ---- | ---- |
| Dân số | 59   | 83   | 84   | 81   | 79   | 62   |
| From the year 1968 on: No double counting—residents of multiple communes (e.g. students and military personnel) are counted only once. |      |      |      |      |      |      |